# Hawfi`am Yuhan`im
Hawfiʿam Yuhanʿim fou rei de Qataban cap a la segona meitat del segle i aC.
Va succeir el seu pare Shahr Hilal Yuhan`im que l'havia associat al govern. Va deixar diverses inscripcions on apareix sempre només com a "rei de Qataban". Existeix una moneda d'aquest sobirà. Va associar al tron al seu fill Shahr Yagul Yuhargib que el va succeir.